# Анна Попплвелл
Анна Кетрін Попплвелл (англ. Anna Katherine Popplewell, нар. 16 грудня 1988, Лондон) — англійська акторка. Найбільш відома роллю Сьюзен Певенсі в фентезійній серії фільмів «Хроніки Нарнії» (2005—2010), яка принесла їй низку нагород.
Окрім ролі в «Хроніках Нарнії», Попплвел зіграла роль Кайлер Сільви в вебсеріалі «Halo 4: Йдучи до світанку» (2012), заснованому на однойменній відеогрі, і зіграла роль леді Лоли в історичному романтичному серіалі «Царство» (2013—2016), який став її першою головною роллю в телесеріалі.

## Життєпис
Анна Попплвелл — старша з трьох дітей судді апеляційного суду Ендрю Попплвелла та дерматологині Дебри Ломас. Вона народилася в Лондоні. Її сестра — Лулу Попплвелл, відома роллю Дейзі в романтичній комедії «Реальна любов», а брат — Фредді Попплвелл, відомий роллю Майкла Дарлінґа у фільмі «Пітер Пен». Її дід по батьківській лінії, сер Олівер Попплвелл, був суддею, а дядько Найджел Попплвелл — колишній професійний гравець у крикет.
У 2006—2007 роках навчалась в Монастирській школі Північного Лондона. У 2007 році вступила до Оксфордського університету, де вивчала англійську мову та літературу в коледжі Магдалени.

### Кар'єра
Почала зніматися в кіно в шестирічному віці, відвідуючи уроки в театральній школі Allsorts Drama. Її театральним дебютом стала телевізійна постановка «Французової бухти» у 1998 році. Дебютувала в кіно у 1999 році у фільмі «Менсфілд-парк», а потім зіграла другогорядні ролі у картинах «Вампірятко» (2000) і «Дівчина з перлинною сережкою» (2003) зі Скарлетт Йоханссон. У 2001 році з'явилася в ролі Вікторії в серіалі BBC «Кохання у холодному кліматі».
Свою першу головну роль отримала у фільмі «Хроніки Нарнії: Лев, чаклунка та шафа» (2005), де зіграла 17-річну Сьюзен Певенсі. Через мусофобію (страх мишей) їй потрібен був дублер для деяких сцен. Вона повторила роль Сьюзен у сиквелі «Хроніки Нарнії: Принц Каспіан» (2008), де знімались також Вільям Моузлі, Скандар Кейнс, Джорджі Генлі та Бен Барнс. Також знялася в епізодичній ролі в третьому фільмі «Хроніки Нарнії: Підкорювач Світанку» (2010).
У 2012 році зіграла Кайлер Сільву в 5-серійному мінісеріалі «Halo 4: Йдучи до світанку». У 2013 році зіграла Лолу, подругу королеви Шотландії Марії I, у телесеріалі CW «Царство». Зйомки проходили в Ірландії та Канаді. Продовжувала грати в серіалі до 2016 року, коли її персонажку було вбито у фіналі 3 сезону.
Починаючи з 2018 року Попплвел також займається озвучуванням аудіокниг.

## Фільмографія

### Кіно
| Рік  | Назва українською                     | Оригінальна назва                                              | Роль                    | Примітки            |
| ---- | ------------------------------------- | -------------------------------------------------------------- | ----------------------- | ------------------- |
| 1999 | Менсфілд-парк                         | Mansfield Park                                                 | Бетсі                   |                     |
| 2000 | Вампірятко                            | The Little Vampire                                             | Анна                    |                     |
| 2001 | З тобою і без тебе                    | Me Without You                                                 | молода Марина           |                     |
| 2002 | Грім в штанах                         | Thunderpants                                                   | Деніз Смеш              |                     |
| 2003 | Дівчина з перлинною сережкою          | Girl with a Pearl Earring                                      | Мертжі                  |                     |
| 2005 | Хроніки Нарнії: Лев, чаклунка та шафа | The Chronicles of Narnia: The Lion, the Witch and the Wardrobe | Сьюзен Певенсі          |                     |
| 2008 | Хроніки Нарнії: Принц Каспіан         | The Chronicles of Narnia: Prince Caspian                       | Сьюзен Певенсі          |                     |
| 2010 | Хроніки Нарнії: Підкорювач Світанку   | The Chronicles of Narnia: The Voyage of the Dawn Treader       | Сьюзен Певенсі          |                     |
| 2012 |                                       | Payback Season                                                 | Іззі                    |                     |
| 2015 |                                       | Freak of Nurture                                               | медсестра Бетані Лейн   |                     |
| 2017 |                                       | The Last Birthday                                              | княжна Ольга Миколаївна | Короткометражка     |
| 2019 |                                       | You are here                                                   | Таня                    |                     |
| 2022 |                                       | The Gallery                                                    | Морган/Доріан           | Інтерактивний фільм |
| 2022 | Казка                                 | Fairytale                                                      | Френкі                  |                     |
| 2023 | Монахиня 2                            | The Nun II                                                     | Кейт                    |                     |

### Телебачення
| Рік       | Назва українською                    | Оригінальна назва         | Роль          | Примітки                                                        |
| --------- | ------------------------------------ | ------------------------- | ------------- | --------------------------------------------------------------- |
| 1998      | Французова бухта / Берег головорізів | Frenchman's Creek         | Генрієтта     | Телевізійний фільм                                              |
| 2000      |                                      | Dirty Tricks              | Ребекка       | Телевізійний фільм                                              |
| 2001      | Кохання у холодному кліматі          | Love in a Cold Climate    | Вікторія      | Телевізійний міні-серіал                                        |
| 2002      | Даніель Деронда                      | Daniel Deronda            | Фанні Фарлоу  | Телевізійний міні-серіал; 3 епізоди                             |
| 2011      |                                      | Comedy Lab                | себе — гостя  | Епізод: «Тотальний Том»                                         |
| 2011      | Чудовий новий світ                   | Brave New World           | Мора Тафт     | Телевізійний фільм                                              |
| 2012      | Halo 4: Йдучи до світанку            | Halo 4: Forward Unto Dawn | Кайлер Сільва | Вебсеріал; Головний акторський склад; 5 серій                   |
| 2012      |                                      | Looking Back              | себе          | Короткометражний документальний фільм                           |
| 2013–2016 | Царство                              | Reign                     | леді Лола     | Головний акторський склад (1–3 сезони); 62 епізоди              |
| 2020      |                                      | Prop Culture              | себе          | Документальний серіал Disney+ ; Епізод: «Лев, чаклунка та шафа» |
| 2020      |                                      | The Left Right Game       | Лаура         | Подкаст; 1 епізод (озвучка)                                     |